# I'm Going Home
I'm Going Home est une chanson du groupe britannique Ten Years After. La chanson apparaît sur leur album live de 1968 Undead et sort en tant que single. La version enregistrée par le groupe lors du Festival de Woodstock en 1969 est la plus célèbre.

## Contexte
I'm Going Home est écrite par le chanteur et guitariste Alvin Lee et produite par Mike Vernon. La chanson, qui n'est pas enregistrée en studio, paraît pour la première fois sur l'album live Undead, enregistré le 14 mai 1968 dans le petit club de jazz londonien Klooks Kleek, au Railway Hotel à West Hampstead. La chanson comporte un long solo de guitare entrecoupé d'extraits de Blue Suede Shoes (de Carl Perkins), Baby, Please Don't Go (de Big Joe Williams), Whole Lotta Shakin 'Goin' On (de Big Maybelle, popularisée par Jerry Lee Lewis) et Boom Boom (de John Lee Hooker) ,. L'album paraît le 10 août et I'm Going Home sort en single le 29 novembre 1968, mais ne rencontre pas un grand succès. Dans les années suivantes, elle est rééditée plusieurs fois en single. 
Ten Years After interprète la version la plus célèbre de I'm Going Home  lors de leur passage à Woodstock en 1969. C'est la seule chanson issue de la performance du groupe qui peut être vue dans le film de 1970, car l'équipe d'enregistrement rencontre des difficultés techniques tout au long du reste du show. La batterie doit d'ailleurs être réenregistrée par Larry Bunker, un musicien de studio, la prise de son n'ayant pas fonctionné. 
Cette version de I'm Going Home de près de 10 minutes est l'un des moments forts du film,. Loué pour la rapidité de son solo de guitare, Alvin Lee déclare dans une interview : « Je n'ai jamais essayé de jouer vite. Cela s'est en quelque sorte développé grâce à la montée d'adrénaline des centaines de concerts que j'ai fait bien avant Woodstock. Ils m'ont appelé "Captain Speedfingers" et je ne l'ai pas vraiment pris au sérieux. Il y avait beaucoup de guitaristes plus rapides que moi - Django Reinhardt, Barney Kessel, John McLaughlin et Joe Pass, pour n'en nommer que quelques-uns. Le solo du film me semble assez difficile de nos jours, mais il avait de l'énergie, et c'est ce que Ten Years After recherchait à l'époque. Cependant, je me demande souvent ce qui se serait passé s'ils avaient utilisé I Can't Keep from Crying, Sometimes au lieu de I'm Going Home dans le film ». Le batteur Ric Lee ajoute : « Il [Alvin] a dit plus tard que c'était dommage que ce soit notre seule chanson dans le film, parce que le groupe était bien plus que I'm Going Home, vous savez ? Nous étions liés avec [cette chanson] à cause du film. Mais il faut aimer le film car il a fait de nous des artistes mondiaux. À l'époque, il aurait été intéressant de voir s'ils utiliseraient I Can't Keep from Crying, par exemple, qui est devenu un jam de quinze minutes et contenait beaucoup de choses intéressantes. Il y avait donc des avantages et des inconvénients ». 
I'm Going Home - Woodstock Performance paraît en disque 45 tours en France en octobre 1970. Par la suite, la chanson, qui clôture généralement leurs concerts, se trouve sur la plupart des albums live du groupe ou d'Alvin Lee en solo, notamment Live at the Fillmore East 1970 paru en 2001.
L'enregistrement de Woodstock figure dans la bande originale du film Le Péril jeune de Cédric Klapisch sorti en 1994.

## Musiciens
- Alvin Lee : chant, guitare
- Ric Lee : batterie, percussions
- Leo Lyons : basse
- Chick Churchill : orgue